# چن لو

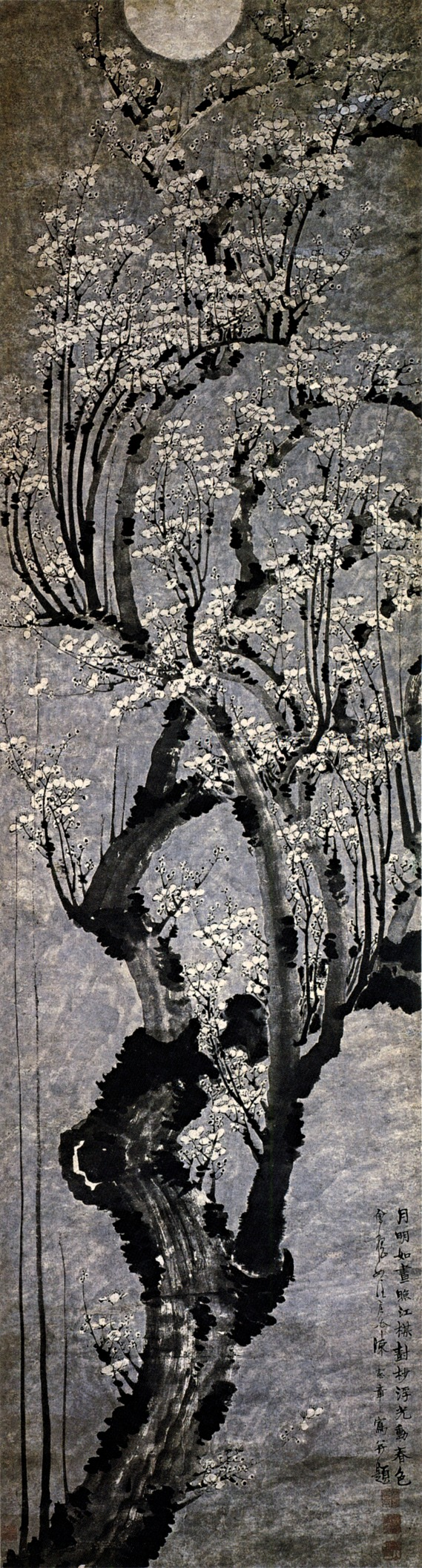
شکوفه‌های آلو اثر چن لو

چن لو (چینی ساده: 陈录، چینی سنتی: 陳錄، پین‌یین: Chén Lù، وید جایلز: Ch'en Lu) نقاشی چینی در در اوایل دورهٔ سلسله مینگ بود. از تاریخ زادروز و درگذشت او اطلاعی در دست نیست.
چن لو در هوئیچی (شائوشینگ امروزی در استان ججیانگ چین) زاده شد. نام مستعار او رو یین جوشی بود و مهارتش در کشیدن نگاره‌هایی از درختان آلو، کاج و گیاه خیزران بود.